# Clara (Misisipi)
Clara es un lugar designado por el censo ubicado en el condado de Wayne en el estado estadounidense de Misisipi. En el año 2010 tenía una población de 410 habitantes.

## Geografía
Clara se encuentra ubicado en las coordenadas 31°34′38.85″N 88°41′31.37″O / 31.5774583, -88.6920472.